# Vlada Kubassova
Vlada Kubassova (Tallin, Condado de Harju, Estonia, 23 de agosto de 1995) es una futbolista estonia. Juega como delantera en el Flora Tallin de la Naiste Meistriliiga de Estonia. Es internacional con la selección de Estonia.

## Trayectoria
Se formó en el Ajax Lasnamäe. En 2010 fichó por el Levadia Tallinn II; dos años después, con menos de 16 años, se incorporó al primer equipo. Debutó en la Naiste Meistriliiga, la máxima división estonia, el 9 de abril de 2011, realizando un gol ante el Flora Tallin. Durante ocho temporadas con el equipo blanquiverde, totalizó 131 partidos y 131 goles, ganando la Copa de Estonia en 2016. En verano de 2018, se mudó a Italia para jugar en el Napoli, donde ya jugaban sus compañeras de la selección estonia Kristina Bannikova, Eneli Kutter y Lisette Tammik. Con el equipo napolitano logró dos ascensos seguidos, alcanzando la Serie A en 2020.

## Selección nacional
Disputó 9 partidos con la selección Sub-17 de Estonia y 22 con la Sub-19 (marcando 10 goles). El 24 de agosto de 2013 se produjo su debut en la selección mayor, en el partido de Copa del Báltico Femenina contra Lituania. Realizó su primer gol el 7 de junio de 2014 contra la misma Lituania.

## Clubes

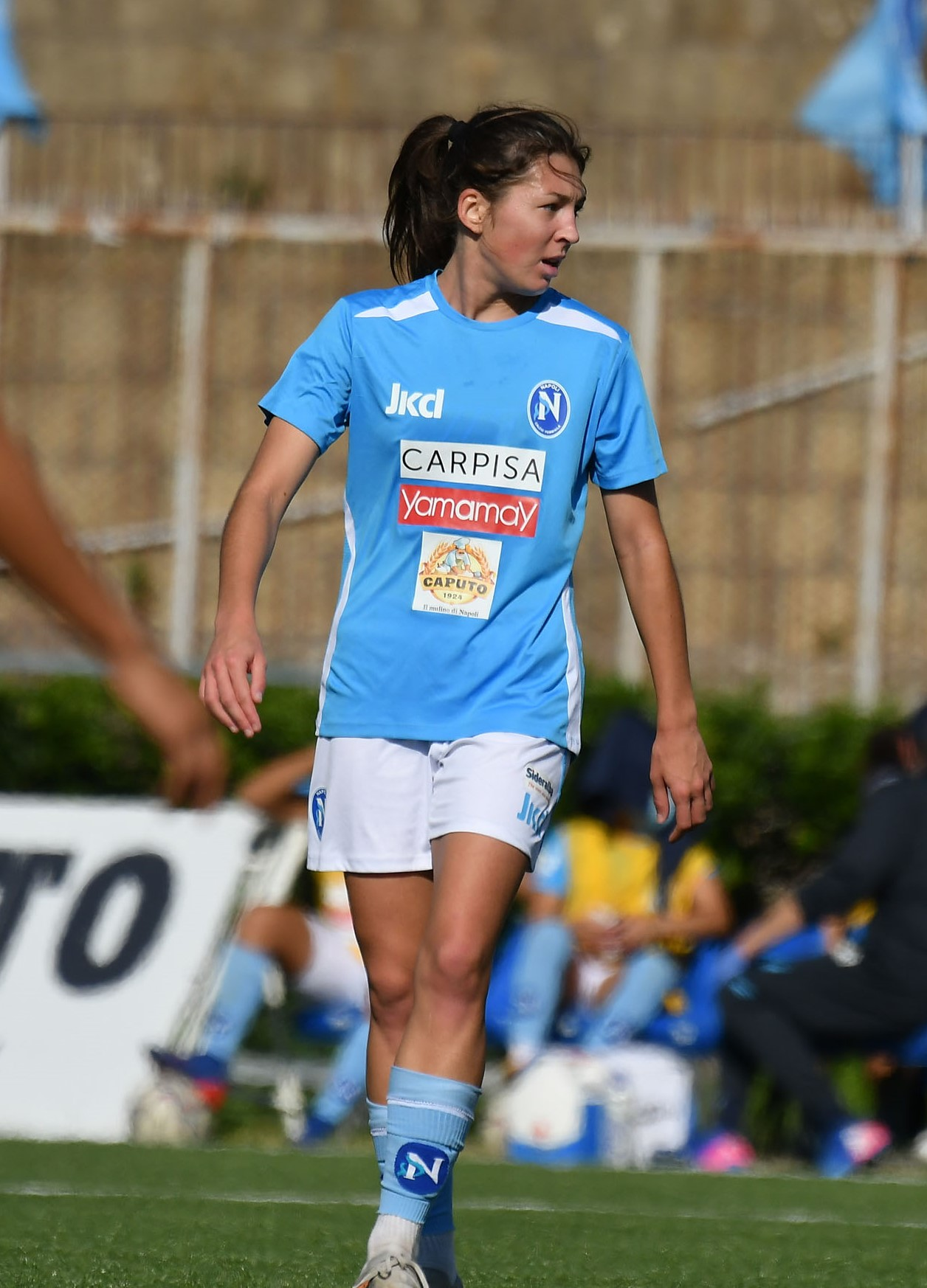
Kubassova en el Napoli.

| Club               | País    | Año         |
| ------------------ | ------- | ----------- |
| Levadia Tallinn II | Estonia | 2010 - 2012 |
| Levadia Tallinn    | Estonia | 2012 - 2018 |
| Napoli Femminile   | Italia  | 2018 - 2021 |
| Como Women         | Italia  | 2021 - 2023 |
| Flora Tallin       | Estonia | 2023 - act. |

## Palmarés

### Campeonatos nacionales
| Título          | Club             | País    | Año         |
| --------------- | ---------------- | ------- | ----------- |
| Copa de Estonia | Levadia Tallinn  | Estonia | 2016        |
| Serie B         | Napoli Femminile | Italia  | 2019 - 2020 |
| Serie B         | F.C. Como Women  | Italia  | 2021 - 2022 |